# Echte Röhrenspinnen
Die Gattung der Echten Röhrenspinnen (Eresus) zählt zur Familie der Röhrenspinnen (Eresidae) innerhalb der Ordnung der Webspinnen. Zu dieser Gattung gehören die bekanntesten Arten dieser Familie, darunter die Rote Röhrenspinne (Eresus kollari), die Ringelfüßige Röhrenspinne (Eresus sandaliatus) und die Griechische Röhrenspinne (Eresus walckenaeri).
Angelehnt an das Erscheinungsbild der Männchen mit schwarzen Punkten auf rotem Hintergrund werden die Echten Röhrenspinnen im Englischen als Ladybird spiders (übersetzt „Marienkäfer-Spinnen“) bezeichnet.

## Merkmale

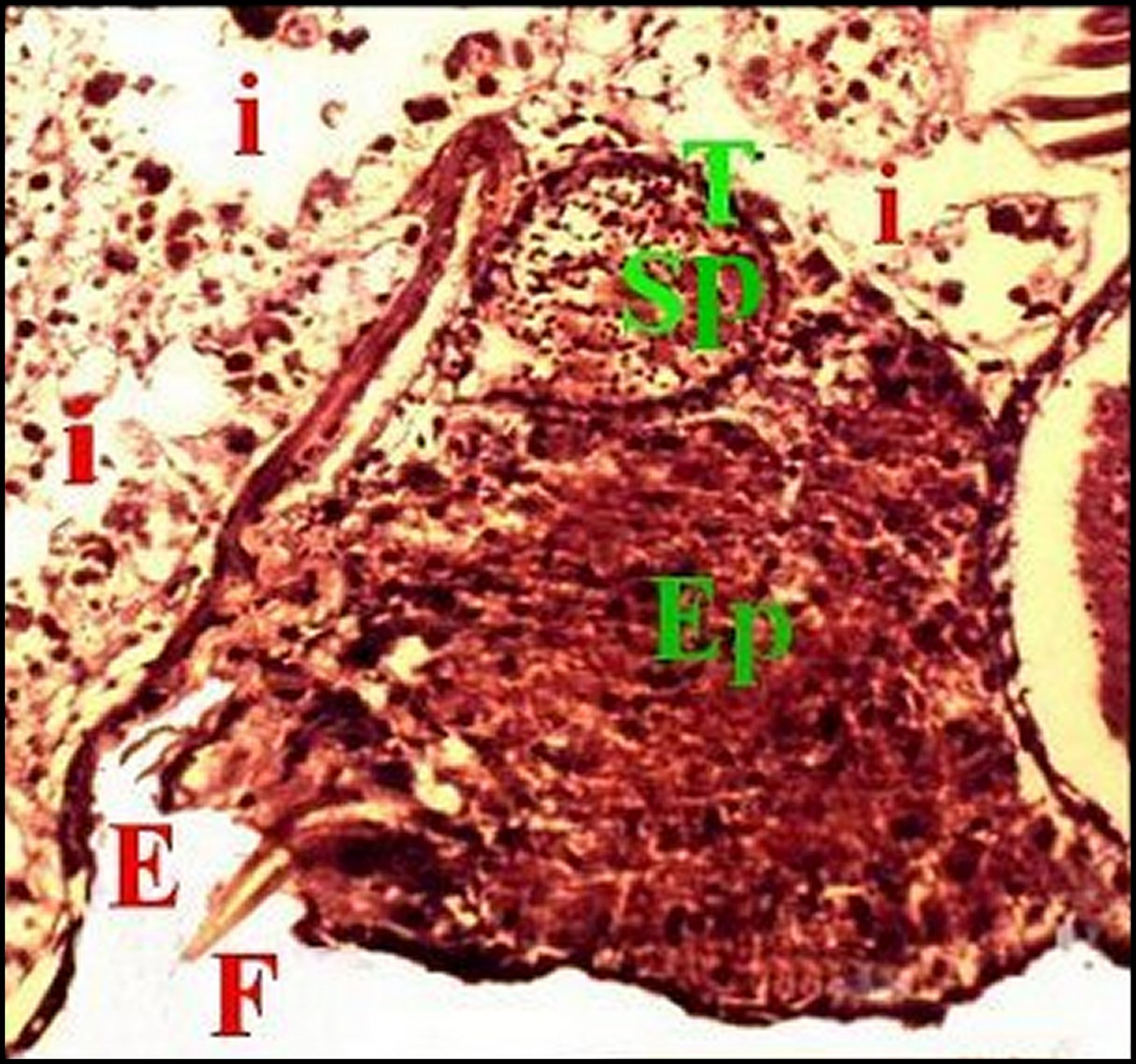
Mikroskopische Aufnahme der Spinndrüsen einer Echten Röhrenspinne

Wie alle Röhrenspinnen besitzen auch die echten Röhrenspinnen einen gedrungenen Körperbau und eine kurzbeinige Erscheinung. Prosoma (Vorderkörper) und Opisthosoma (Hinterleib) besitzen gerade bei Männchen nahezu identische Ausmaße. Ein markantes Merkmal der Echten Röhrenspinnen ist der stark ausgeprägte Sexualdimorphismus (Unterschied der Geschlechter), so sind die Weibchen meist deutlich größer, dafür besitzen die kleineren Männchen eine wesentlich auffälligere Farbgebung. Die größte Art der Familie der Röhrenspinnen und gleichzeitig die größte Spinne des europäischen Festlands ist die Griechische Röhrenspinne (Eresus walckenaeri), deren Weibchen eine Körperlänge von bis zu 40 Millimetern erreichen können. Bei den meisten anderen Arten dieser Gattung besitzen die Weibchen eine Körperlänge von etwa fünfzehn bis zwanzig und die Männchen eine von ca. zehn Millimetern. Die Färbung der einzelnen Arten wird durch die farbigen Setae (chitinisierte Behaarung) gebildet. Bei vielen einander ähnlichen Arten, die sich die gleichen Habitate teilen, wird eine sichere Unterscheidung nur durch genitalmorphologische Merkmale möglich, aber auch bei diesen gibt es oft nur geringe Unterschiede.

### Männchen

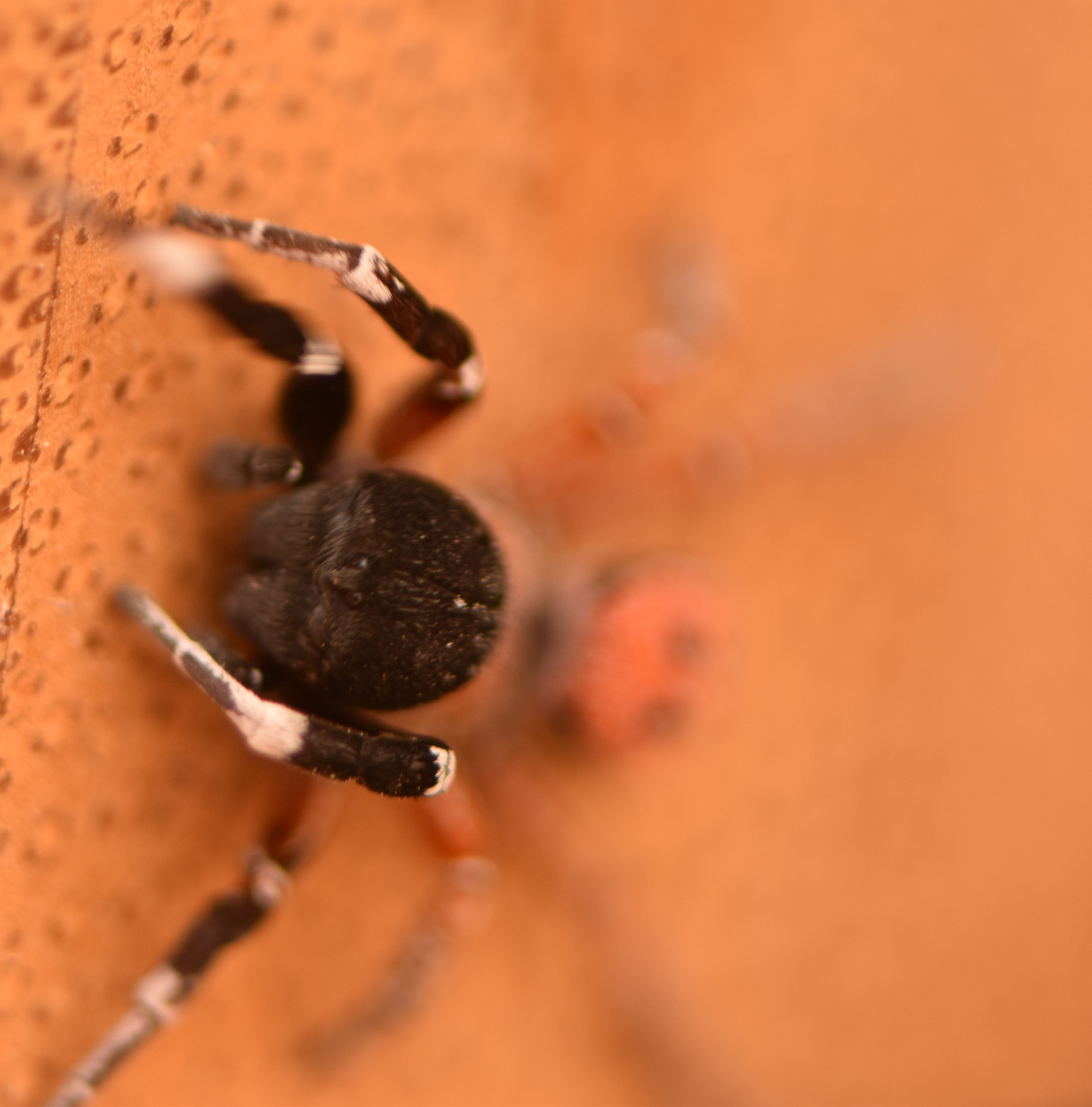
Detailaufnahme eines Männchens von Eresus solitarius

Die Männchen besitzen auf dem Opisthosoma eine rote Färbung und zwei oder drei schwarze Punktpaare. Diese Färbung dient wie bei den Marienkäfern als Warnfärbung und soll Fressfeinde abschrecken, denen die Männchen, bedingt durch ihre aktive Suche nach Weibchen, potentiell stärker ausgesetzt sind. Die Beine sind je nach Art rot oder schwarz gefärbt und verfügen meist über weiße Zeichnungen in Form von Ringen. Das Prosoma ist überwiegend oder in Teilen schwarz gefärbt. Die Emboli (Bestandteil der Bulbi, bzw. männlichen Geschlechtsorganen) haben je einen sklerotisierten (aus Strukturproteinen bestehenden) Endzahn. Dieser ist bei den Männchen der mitteleuropäischen Arten durch eine Rille von den Lamellen getrennt.

### Weibchen

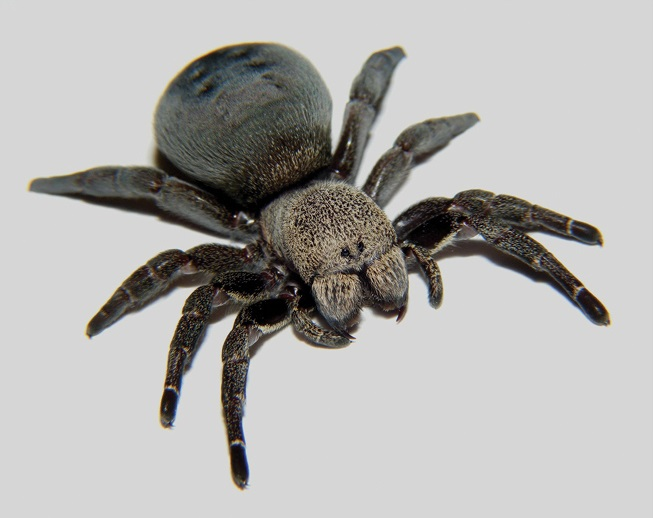
Weibchen von Eresus hermani

Die größeren Weibchen sind hingegen nahezu einheitlich schwarz gefärbt. Bei einigen Arten besitzen das Prosoma und die Cheliceren (Kieferklauen) einzelne orange Haare. Die Epigyne (weibliches Geschlechtsorgan) der Echten Röhrenspinnen besteht aus einer einfachen Grube mit zwei Längsnähten. Der vordere Teil ist mit einer Verhornung versehen, in dem sich die Öffnungen der Kopulationskanäle befinden und diese ist entweder lateral oder medial gekrümmt. Der vordere Teil der Vulva besteht aus einer Schleife massiver Kopulationsgänge. Die Ausprägung der Sklerotisierung variiert je nach Art. Der distale Teil der Vulva wird überwiegend von den Spermatheken (Befruchtungsorganen) besetzt. Diese sind gelappt und seitlich umgedreht. Die Befruchtungskanäle sind winzig, promediodorsal gerichtet und an der Basis der Spermatheken angeordnet. Gerade die Form der Vulva sowie die Lappungen und der allgemeine Aufbau der Vulva kann bei der Artbestimmung helfen. Ausgewachsene und über längere Zeit unbefruchtete Weibchen erleben eine weitere Häutung, die auch die Form der Epigyne und der Vulva ändert. Die Epigyne ist dann meist größer und mit einem scharfen Längsstab sowie breiter ausfallenden Verspaltungen versehen, während die Vulva durch engere Schleifungen der Kopulationsgänge gekennzeichnet ist. Die sogenannte Prä-Epigyne bei subadulten Weibchen kann mit den voll entwickelten Geschlechtsorganen eines ausgewachsenen Weibchens verwechselt werden. Die Prä-Egipyne ist allerdings kleiner, weitaus weniger sklerotisiert und nur geringfügig breiter als der von den Verspaltungen  begrenzte Bereich. Sowohl die Kopularkanäle als auch die Spermatheken besitzen einen kleinen und einfachen Aufbau.

### Den Echten Röhrenspinnen ähnliche Arten

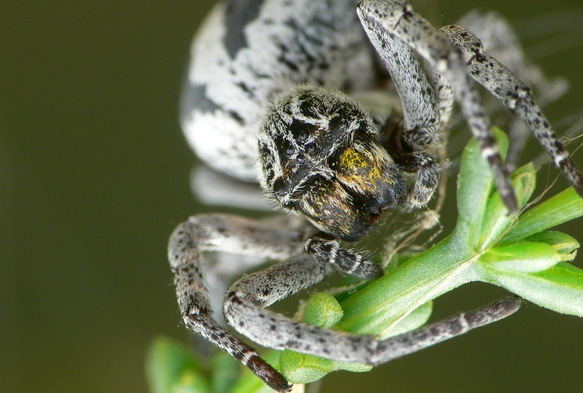
Die ähnlichen und zur gleichen Familie zählenden Arten der Gattung Stegodyphus, hier S. lineatus besitzen einander ähnelnde Geschlechter und keine Männchen mit auffallender Färbung.

Die Arten der Echten Röhrenspinnen können mit den entfernt ähnelnden der Gattung Stegodyphus, die zur gleichen Familie zählt, verwechselt werden. Ein wesentliches Merkmal ist der hier nicht so stark auftretende Sexualdimorphismus (die Männchen der Arten dieser Gattung sind wie die Weibchen nicht auffällig gefärbt). Außerdem sind die Fangnetze der Arten der Gattung Stegodyphus wesentlich auffälliger als zumindest einzelne der Echten Röhrenspinnen.

## Vorkommen

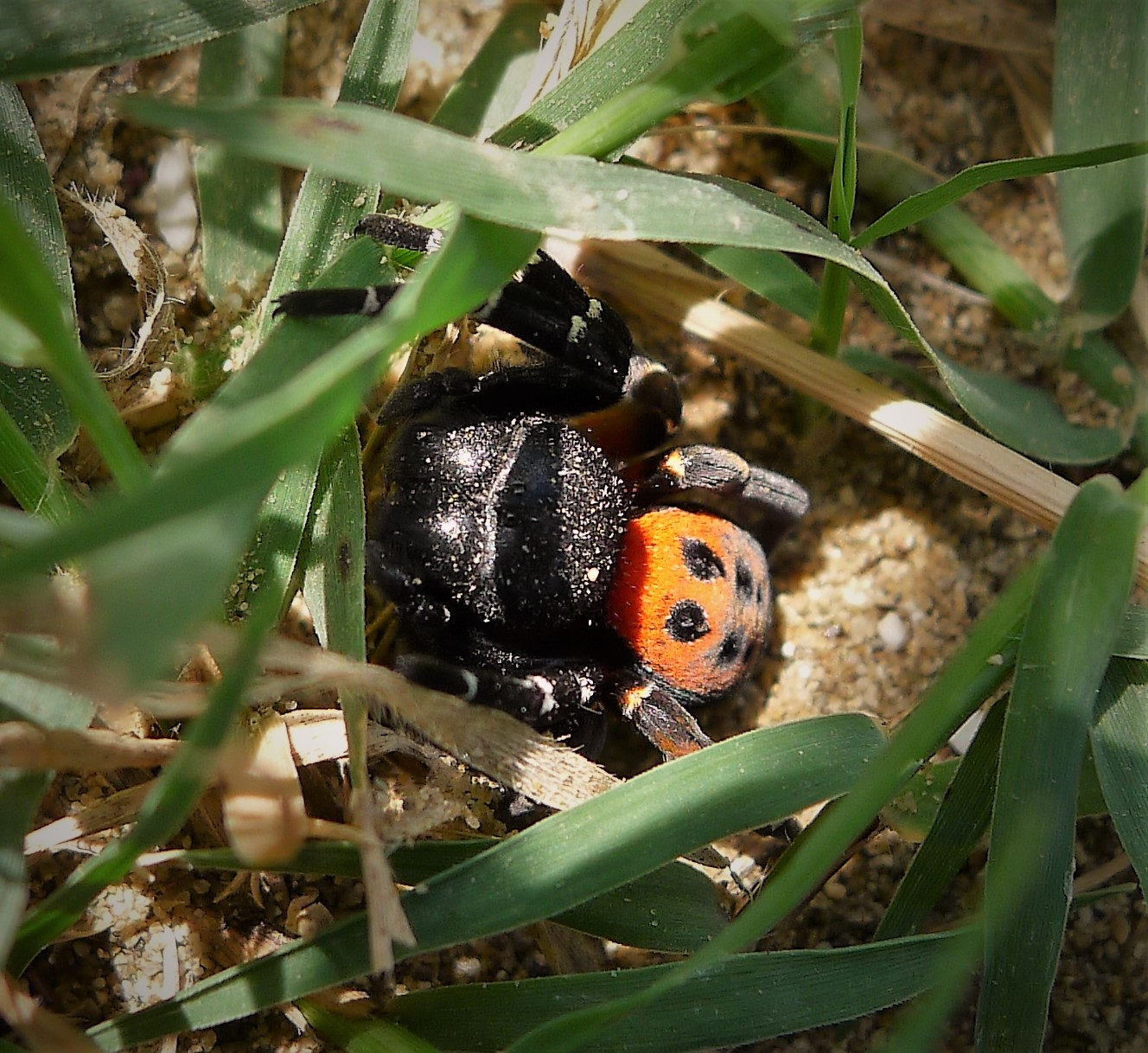
Ein Männchen einer Echten Röhrenspinne in der Nähe der albanischen Stadt Vlora

Die Arten der Echten Röhrenspinnen sind ausschließlich in der Alten Welt über Europa, Nordafrika und Asien verbreitet. Drei davon, die Rote Röhrenspinne (E. kollari), E. moravicus und die Ringelfüßige Röhrenspinne (E. sandaliatus) sind auch in Mitteleuropa vertreten. Das bevorzugte Habitat vieler Arten der Gattung sind trockene und sandige Gebiete, darunter felsige Steppen oder auch südlich ausgerichtete und geschützte Heidehänge.

### Bedrohung und Schutz
Einige Echte Röhrenspinnen sind bedingt durch den Rückgang ihrer Lebensräume, an die sie gebunden sind, bedroht und besonders aufgrund deren Unverwechselbar- sowie Beliebtheit wird für den Erhalt der von ihn bewohnten Felsensteppen in Europa gekämpft. In Deutschland sind die Rote (E. kollari) und die Ringelfüßige Röhrenspinne (E. sandaliatus), die einzigen hier vorkommenden Arten der Gattung, stark gefährdet und genießen besonderen Schutz.

## Lebensweise

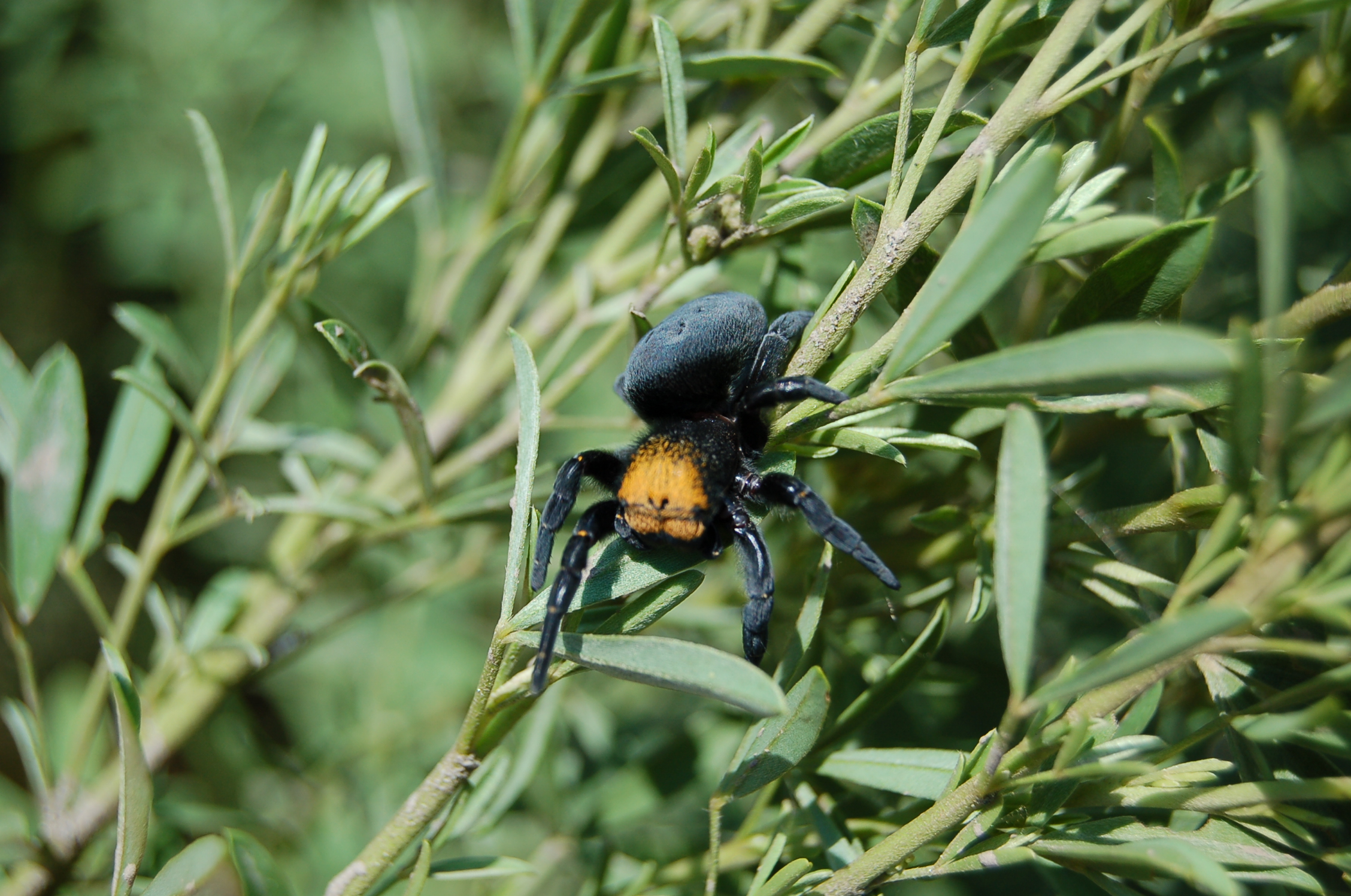
Freilaufendes Weibchen von Eresus moravicus

Die Echten Röhrenspinnen legen wie alle Röhrenspinnen (Eresidae) zum Zweck des Beutefangs Spinnennetze an, die aus einem Netzteppich mit cribellaten (kräuselartigen) Fangfäden auf der einen Seite und auf der anderen in einer fünf bis zehn Zentimeter ins Erdreich gegrabenen und für die Familie namensgebende Röhre endet, die als Aufenthaltsort der Spinne dient. Diese äußerst effektiven Fangnetze ermöglichen auch das Erbeuten recht großer und wehrhafter Beutetiere, etwa von Laufkäfern. Die verbliebenen Chitinskelette verzehrter Beutetiere werden unweit der Netzröhren deponiert. Bei der Roten (E. kollari) und der Ringelfüßigen Röhrenspinne (E. sandaliatus) kommt es gelegentlich zu einer großen Anzahl von Fangnetzen mehrerer Exemplare der gleichen Art, die alle nah beieinander im gleichen Fundort auftreten.

### Phänologie und Fortpflanzung

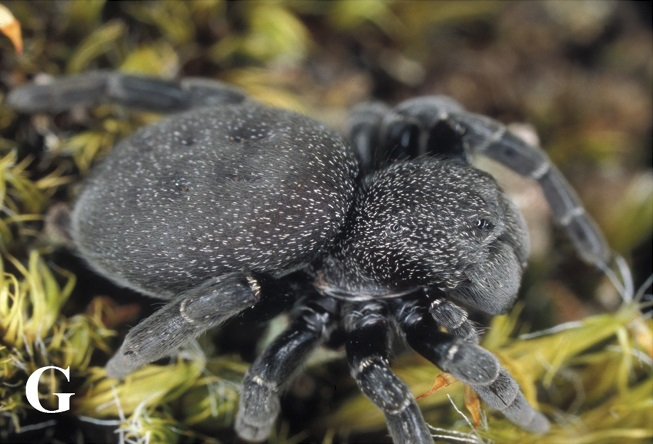
Subadultes Weibchen der Ringelfüßigen Röhrenspinne (E. sandaliatus)

Die Phänologie (Aktivitätszeitraum) und das Fortpflanzungsverhalten variieren bei den verschiedenen Arten, viele vermehren sich allerdings im Sommer. Die Männchen suchen nach den Netzen arteigener Weibchen. Ihre auffällige Färbung dient hierbei dem Schutz vor Prädatoren (Fressfeinden). Fühlen sie sich bedroht, erheben sie den farbige Opisthosoma und führen zitternde Bewegungen aus. In letzter Not können sie auch beißen (s. Kapitel „Toxizität und Bissunfälle“). Das begattete Weibchen legt dann einige Zeit nach der Paarung einen Eikokon an, den es am Tag zum Wärmen der Sonne entgegenhält und nachts in der Wohnröhre deponiert. Die Jungspinnen selber verbleiben nach dem Schlupf in der Röhre der Mutter mitsamt dieser und lassen sich von Mund zu Mund füttern. Einige Zeit nach dem Schlupf stirbt die Mutter, die sich vermutlich selbst durch Verdauungsenzyme von innen aufgelöst hat und dient den Jungtieren als Nahrung. Diese verbleiben dann noch über Winter im Gespinst ihrer einstigen Mutter und verselbstständigen sich dann im folgenden Frühjahr. Innerhalb dieser Zeit können bis zu sechs Häutungen der Jungspinnen stattfinden. Je nach Art wird das Männchen im Frühling oder im Herbst geschlechtsreif. Die Weibchen können bis zu vier Jahre alt werden und verlassen ihre Wohnröhre für gewöhnlich nicht.

## Echte Röhrenspinnen und Mensch
Die Echten Röhrenspinnen erlangen bedingt durch das für Spinnen charakteristische Erscheinungsbild der Männchen eine gewisse Beliebtheit, weshalb gerade wegen Arten dieser Gattung ihre Schutzmaßnahmen zum Erhalt ihrer schwindenden Habitate ergriffen werden (s. Kapitel „Bedrohung und Schutz“).

### Terraristik
Einige Arten, etwa die Griechische Röhrenspinne (Eresus walckenaeri) werden gelegentlich auch als Heimtiere im Bereich der Terraristik gehalten. Dabei sind auch hier besonders die Männchen gefragt. Für viele Halter wird auch die für netzbauende Spinnen typische standorttreue Lebensweise (ausgenommen sind geschlechtsreife Männchen) oftmals positiv aufgefasst, da dadurch auch die Haltung in vergleichsweise kleinen Behältnissen möglich ist. Auch ist die von Röhrenspinnen ausgehende Gefahr nicht wirklich hoch (s. Kapitel „Toxizität und Bissunfälle“). Bedacht werden muss, dass man einen grabfähigen Untergrund braucht oder eine vorgefertigte Röhre zur Verfügung stellt, damit die Spinne gemäß ihrer Lebensweise ein Fangnetz errichten kann.

### Toxizität und Bissunfälle

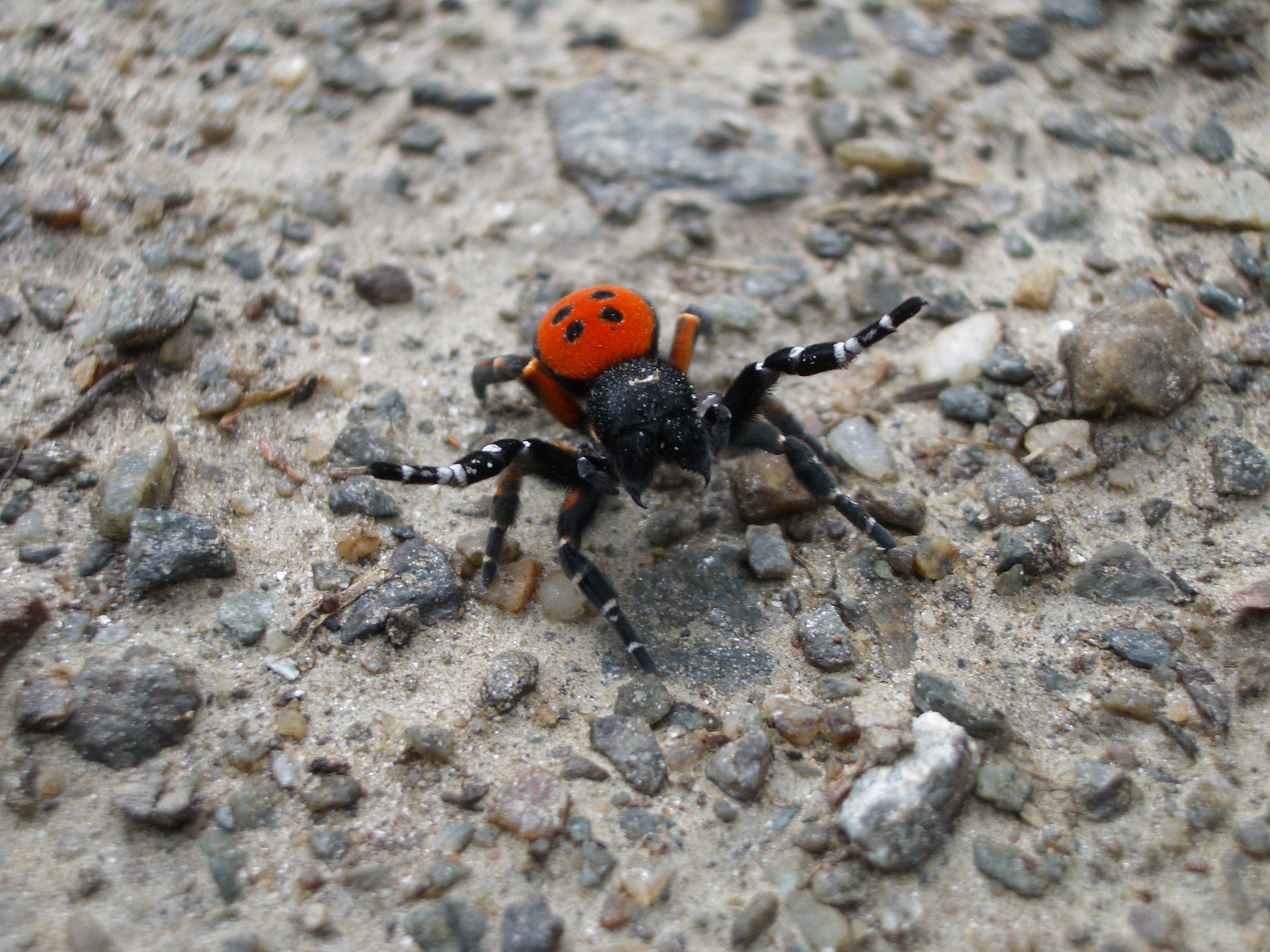
Drohendes Männchen der Roten Röhrenspinne (E. kollari)

Bisse einiger Echter Röhrenspinnen sind überliefert, medizinisch relevante Folgen treten für gewöhnlich aber nicht auf. Als Symptome werden Schmerzen, die bis in die Achsel ausstrahlen, ein fieberartiges Gefühl und ein erhöhter Herzschlag genannt. Bei einem Biss in den Finger reichen die Schmerzen bis in die Achsel. Diese Symptome verschwinden nach ein bis zwei Stunden wieder. Allerdings können starke Kopfschmerzen für mehrere Tage anhalten und die Bisswunde für einige Tage empfindlich bleiben.

## Systematik
Die Gattung der Echten Röhrenspinnen wurde 1805 von Charles Athanase Walckenaer erstbeschrieben und erhielt keine Synonyme oder Änderungen. Die Gattung hatte bei ihrer Erstbeschreibung nur eine einzige Art, nämlich Eresus cinnaberinus. Sie umfasst derzeit 16 Arten (21 mit Unterarten):
Stand: 25. Februar 2020
- Eresus albopictus Simon, 1873
- Eresus bifasciatus Ermolajev, 1937
- Eresus crassitibialis Wunderlich, 1987
- Eresus granosus Simon, 1895
- Eresus hermani Kovács, Prazsák, Eichardt, Vári & Gyurkovics, 2015
- Rote Röhrenspinne (Eresus kollari) Rossi, 1846
- Eresus lavrosiae Mcheidze, 1997
- Eresus moravicus Řezáč, 2008
- Eresus pharaonis Walckenaer, 1837
- Eresus robustus Franganillo, 1918
- Eresus rotundiceps Simon, 1873
- Eresus ruficapillus C. L. Koch, 1846
- Ringelfüßige Röhrenspinne (Eresus sandaliatus) (Martini & Goeze, 1778)
- Eresus sedilloti Simon, 1881
- Eresus solitarius Simon, 1873
- Griechische Röhrenspinne (Eresus walckenaeri) Brullé, 1832